# Czestny Chrest
Czestny Chrest (ukr. Чесний Хрест) – wieś na Ukrainie, w obwodzie wołyńskim, w rejonie włodzimierskim.
Pod koniec XIX w. wieś Czestny Krest w powiecie włodzimierskim, w gminie Mikulicze.